# Força Aèria Ruandesa
La Força Aèria Ruandesa (francès: Force aérienne rwandaise) és la branca aèria de les Forces Ruandeses de Defensa. El seu cap d'estat major és el general Charles Karamba

## Història
Després d'aconseguir la independència el 1962, la força aèria es va formar amb ajuda belga. El 1972, els primers equips moderns van començar a arribar en forma de set Alouette III. Altres lliuraments incloïen caces SA 342L Gazelles, Britten-Norman Islanders, Nord Noratlas, SOCATA Guerrier i AS 350B Ecureuils. Després de la Guerra Civil ruandesa entre el Front Patriòtic Ruandès i el govern el 1990, la majoria dels avions van ser derrocats, destruïts a terra o estavellats. Pocs han sobreviscut. Fins 1996 no va recuperar l'operativitat.

## Inventari actual
Les Forces Aèries Mundials de Flight International (2017) afirmen que la Força Aèria de Rwanda té dotze helicòpters  Mil Mi-8/17, cinc Mil Mi-24 i quatre  Aerospatiale Gazelle SA.342.
| Tipus          | Fabricant    | Origen         | Classe     | Paper | En servei | Notes |
| -------------- | ------------ | -------------- | ---------- | ----- | --------- | --- |
| Mi-24          | Mil          | Unió Soviètica | Helicòpter |       | 5         | |
| Mi-8/17        | Mil          | Unió Soviètica | Helicòpter |       | 12        | Durant desembre de 2012, una unitat d'aviació de tres helicòpters va ser enviada a la Missió de les Nacions Unides al Sudan del Sud (UNMISS). La Unitat d'Aviació Ruandesa es va incrementar posteriorment a sis helicòpters, segons sembla, Mi-17. |
| SA.342 Gazelle | Aerospatiale | França         | Helicòpter |       | 4         | |

## Galeria

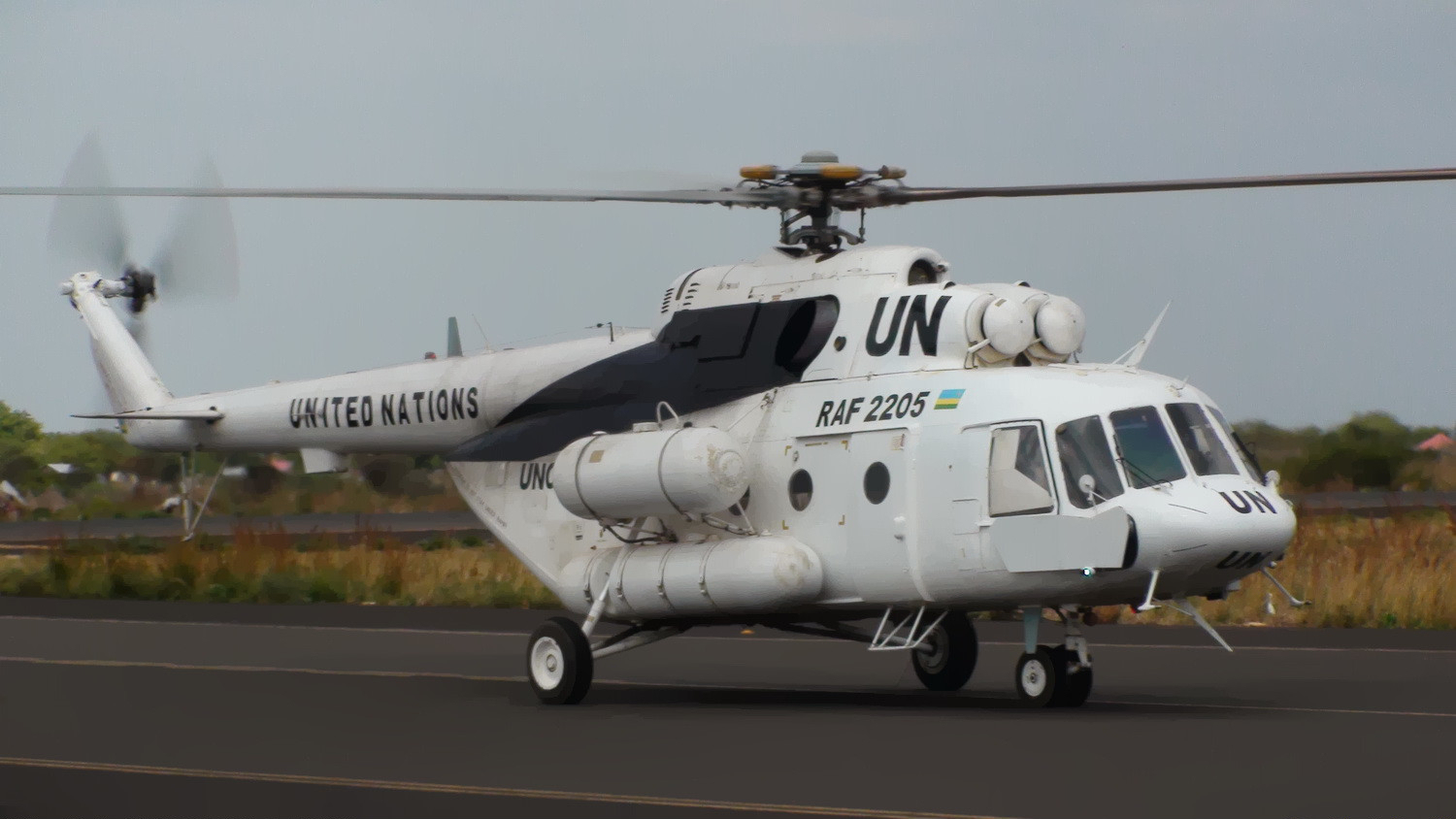
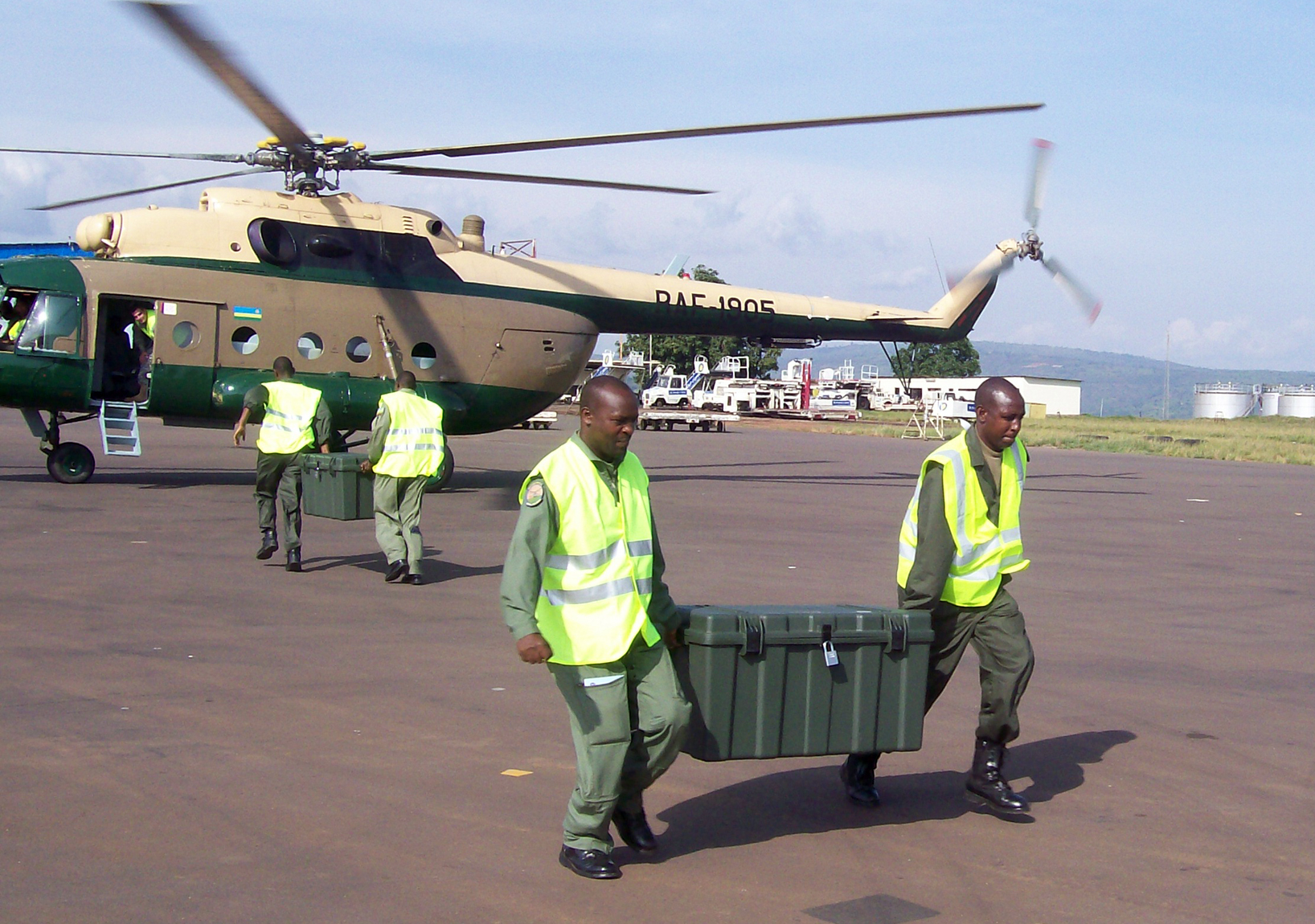
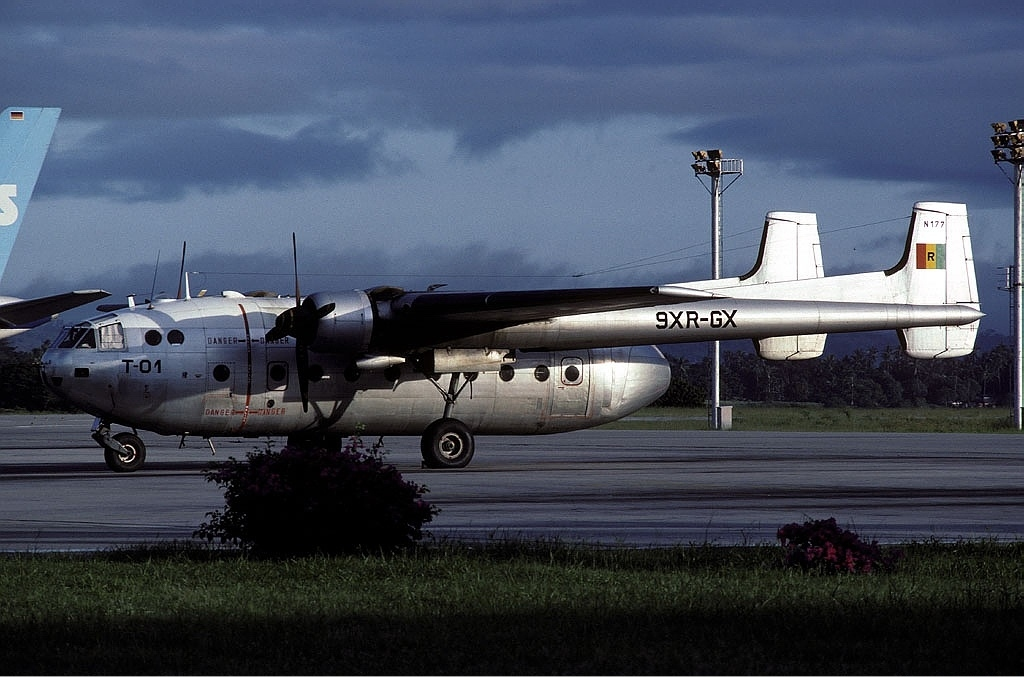
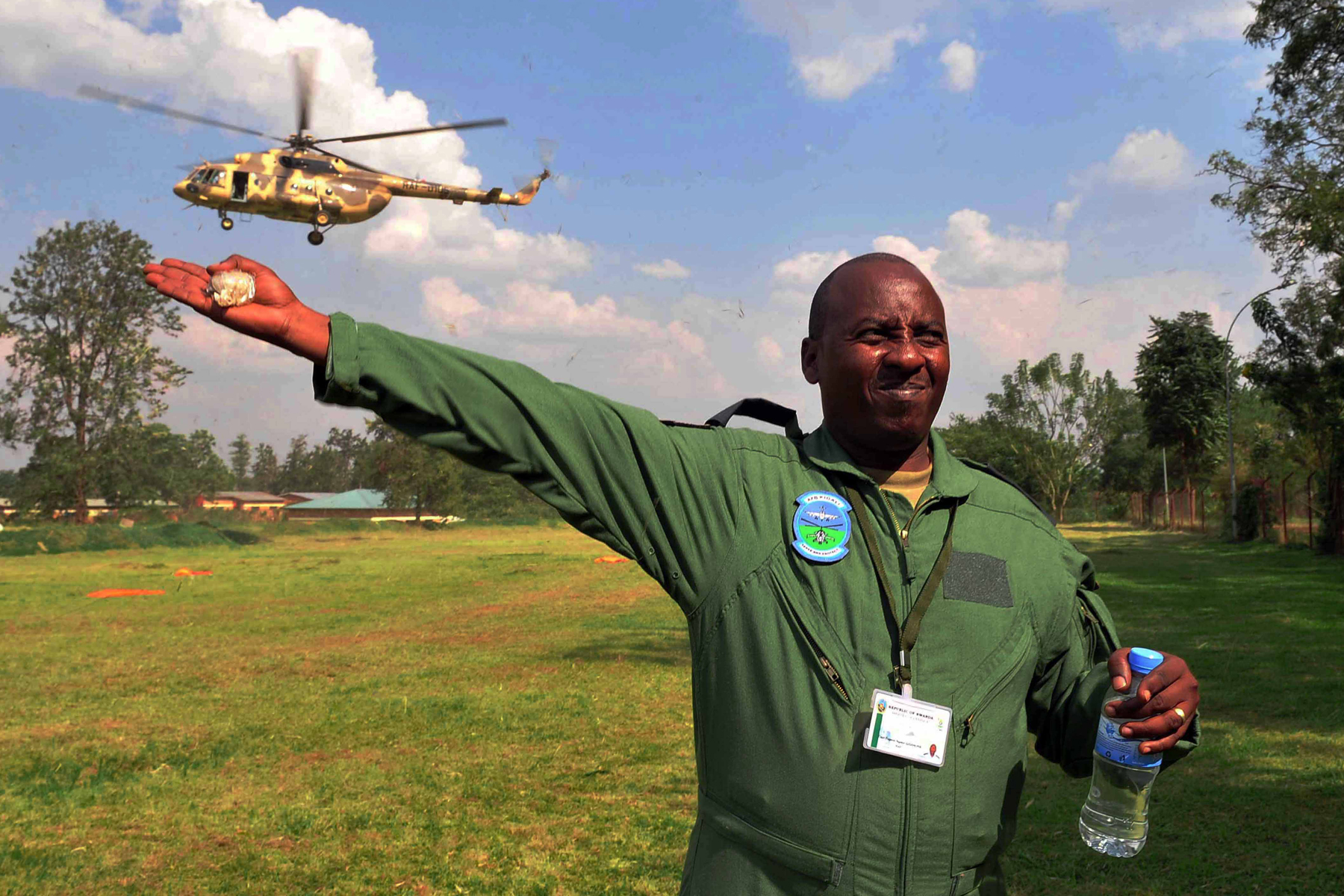